# Chuck Metcalf
Charles „Chuck“ Metcalf (* 8. Januar 1931; † 11. Januar 2012) war ein US-amerikanischer Jazz-Bassist und Komponist.
Metcalfs Eltern waren Musiklehrer; er lernte zunächst Violine und Piano, bevor er mit 15 Jahren zum Kontrabass wechselte. In Seattle, wo er bei seinem Vater lebte, studierte er am College der University of Washington und spielte in der dortigen Jazzszene u. a. mit Quincy Jones, Ernestine Anderson, Buddy Catlett und Ray Charles. In den 1950er Jahren arbeitete er im Hauptberuf als Architekt und war nur an den Wochenenden als Musiker aktiv, bevor er in den 1960er Jahren Vollzeitmusiker wurde. Es folgten Tourneen mit Anita O’Day oder Joe Venuti. 1970 wirkte er bei Sessions von Stu Goldberg und Gavin Walker mit; es entstanden erste Aufnahmen im Trio des Pianisten Berry Overton. 
1972 zog er nach San Francisco; dort wirkte er bei Mark Murphys Album Stolen Moments mit. Ab 1979 lebte er in New York, wo er u. a. mit Sonny Simmons spielte; 1980 ging er mit Dexter Gordon auf Tour. Nach seiner Rückkehr nach Seattle spielte er mit Ernestine Anderson und Bert Wilson; danach lebte er bis 1985 in den Niederlanden. Nach seiner Rückkehr arbeitete er erneut mit Bert Wilson; es folgten Tourneen mit Jim Pepper, Frank Morgan und seinem eigenen Quartett. 1989 legte er sein Debütalbum Elsie Street (Bopware) mit Eigenkompositionen vor, u. a. mit dem Trompeter Jay Thomas und mit George Cables am Piano. 1991 folgte die Oktett-Aufnahme Help Is Coming. Mitte der 1990er Jahre kehrte er in die San Francisco Bay Area zurück; 2004 nahm er das Album Thinking of You (Lyrichromatic Records) auf. 2010 arbeitete er noch mit Richie Cole, bevor er sich als aktiver Musiker zurückzog. Als Musikpädagoge war er im Jazzprogramm am Koninklijk Conservatorium Den Haag, an der Western Washington University in Bellingham und am Cornish College in Seattle tätig.
Er war mit der Jazzmusikerin Joni Metcalf (1931–2022) verheiratet.

## Diskographische Hinweise
- Doug Hammond & David Durrah: Reflections in the Sea Of Nurnen (1975)
- Bert Wilson and Rebirth: Rebirth Loves Monk (1986)
- Bert Wilson: Live at the Zoo (Nine Winds, 1988)